# Escala de maturidade mental Colúmbia
A Escala de Maturidade Mental Colúmbia, EMMC, é um teste de inteligência, aplicável individualmente, com o objetivo de se obter uma estimativa da habilidade intelectual da criança na faixa etária de 3 a 12 anos.  
Foi desenvolvido numa das mais antigas universidades de Nova Iorque, a Universidade Columbia, a partir de 1947, por Bessie B. Burgemeister (1907-1995), Lucille Hollander Blum, e Irving Lorge, com sua primeira edição publicado em 1954 editado pela Psychological Corporation 
O teste Colúmbia é considerado um instrumento de medida de raciocínio geral e de maturidade mental, sendo utilizado com crianças normais ou com problemas de ordem motora e/ou comunicacional.  Foi desenvolvido para avaliação de crianças com paralisia cerebral ou com outras deficiências relacionadas com funções verbais ou motoras, como referido. Desta proposição é que decorre a instrução do teste de solicitar à criança: "... apontar para ...", como forma de contornar dificuldades de expressão verbal. 

## O teste
O teste ou escala (EMMC) inclui 100 itens impressos em cartões numerados, com folha de registro correspondente indicando a resposta correta.  Cada item consiste numa série de três a cinco desenhos, muitos deles coloridos.   Segundo Abou-Jamra e Castillo  na proposição inicial foram 85 itens arranjados em ordem de dificuldade crescente. Posteriormente foi feita outra aplicação em sujeitos com patologia cerebral identificando-se a necessidade de incluir itens mais fáceis. o que resultou na composição atual de 100 cartões, 34 mais fáceis e 66 selecionados dos anteriores.
Vários estudos foram feitos correlacionando o Columbia com outros testes de inteligência.   A correlação encontrada situou-se entre 0,67 (a mais alta) e 0,39 (a mais baixa). As correlações com o WISC e com o Raven foram significativas, correspondendo respectivamente a 0,60 (WISC) e 0,57 (Raven). Por conta de seu objetivo (maior sensibilidade) os QI sugeridos pelo desempenho no Columbia fora superiores aos resultados obtidos com o Raven e WISC 

## A inteligência e o desenvolvimento infantil
A medida da inteligência aferida por este teste, portanto, não corresponde exatamente ao Q.I. - quociente de inteligência apesar, como descrito por seus autores, ter se utilizado testes de QI, para validação dos elementos do teste. A correspondência destes ao teste Binet-Simon, forma 1 (revisão de Stanford) para alunos de primeiro grau superior em Nova Iorque; o "Otis Quick Scoring Mental Ability Test", "Alpha" Teste para alunos de segundo e terceiro ano; e o "Otis Quick Scoring Mental Ability Test", "Beta Test" para alunos do quarto ao oitavo grau. 
Segundo os critérios atuais de avaliação do desenvolvimento infantil desenvolvidos a partir das contribuições de Jean Piaget (1896-1980) e da Escala de Desenvolvimento de Arnold Gesell 
(1880-1961) antes dos 12 anos a criança ainda não desenvolveu plenamente a capacidade de utilizar a lógica abstrata ou das proposições que caracteriza este derradeiro estágio do desenvolvimento.  
A escala de Gessel propõe a avaliação em quatro aspectos: comportamento motor, comportamento adaptativo, comportamento de linguagem e comportamento pessoal-social.  Os resultados correspondem a uma escala de desenvolvimento anos e meses, assim como no teste na escala de desenvolvimento do teste Colúmbia.